# イオンモール Nagoya Noritake Garden
- イオンモールナゴヤノリタケガーデン
- イオンモール名古屋ノリタケガーデン
- イオンモール名古屋則武ガーデン

イオンモール Nagoya Noritake Garden（イオンモールなごやのりたけガーデン）は、愛知県名古屋市西区則武新町三丁目に2021年（令和3年）10月27日に開業したイオンモールが運営するモール型ショッピングセンターとオフィスの複合施設。

## 概要
2021年（令和3年）10月27日にノリタケカンパニーリミテドの本社工場跡地に開業。
2019年（平成31年）4月9日、「（仮称）ノリタケの森プロジェクト」として出店を発表した。
2020年（令和2年）4月3日、都市再生特別措置法に基づき認定。
施設のコンセプトは、「自然と自然になれる場所」。自然という言葉には空、海、緑などの「Nature」の意味と、内面を含む状態を表す「Natural」の意味がある。
イオンモールでは初のオフィス複合型商業施設となっている。
東海地区初のイオンモール内郵便局「名古屋則武新町郵便局」が1階に出店している。また3Fには、成分献血を中心とした予約専用の献血ルーム「献血ルーム フォレスト」が入居している。
建物は、地上6階建てであり、1 - 3階がイオンモール、4 - 6階が次代に向けた新たなオフィス「BIZrium 名古屋」となっている。
BIZrium名古屋には、共用ワーキングスペース・貸し会議室などが設けられているほか、放送大学の愛知学習センターが5階に、名古屋外国語大学のサテライトキャンパスが6階に、それぞれ入居している。
当施設の最寄り駅は名古屋市営地下鉄東山線の亀島駅だが、名鉄名古屋本線の栄生駅からもアクセス可能である。加えて各線名古屋駅からも徒歩圏内であることを積極的にアピールしている。
地元では「ノリタケイオン」と呼ばれることがある。

## テナント
核店舗のイオンスタイル名古屋則武と東海エリア初出店41店、愛知県初出店7店を含む約150の専門店が出店している。

### 専門店
プラネタリウムの「コニカミノルタプラネタリウム満天NAGOYA」は、日本初のLEDドームシステム（DYNAVISION-LED）を採用した店舗で、コニカミノルタプラネタリウム運営の施設では東海エリア初出店となる。「Wellness＝感動と癒しが広がる空間をテーマ」とした今までにない臨場感と美しい星空を体験することができる。
アミューズメント施設「namco」では、1980年代世代が思い浮かべていた、21世紀の“大人の遊び場”をイメージしたコンセプトゾーンで、1980年代のアーケードゲームから2020年代の最新デジタル技術を活用したゲームまで楽しめる「80×20 PLAYBAR」を併設している。
1Fから2Fに繋がる大型書店「TSUTAYA BOOKSTORE」では、「日本で一番、子どもと行きたい 子どもが行きたい書店」をコンセプトとしたブックカフェである。また、店内では併設カフェでのコーヒーを片手にくつろぎながら、書籍を楽しむことができる。
1階の「garden Dinning」には、ニューヨーク発、独創的な発想から生まれたプレッツェルクロワッサンが人気の 「ザシティ ベーカリー」や、グリル料理を中心に一日を通して多彩なメニューが楽しめる「ザ シティ ベーカリ ー ニューヨークグリル」が名古屋に初出店する。
食物販ゾーン「Garden Marche」は、148席のイートイン席を備えている。自社ベーカリーでパティシエが焼き上げたケーキ、焼き菓子が楽しめる地元の名店「TIFFIN」、北野エースがプロデュースする新業態で嗜好品を中心にセレクトした「kit_ano_ace」、老舗精肉店「お肉の専門店 スギモト」、食材専門店の「TOMIZ」などが出店する。
2階の「Garden Restaurant」は、「野菜を食べるがコンセプトの北海道札幌市が本店のスープカレー専門店 「Rojiura Curry SAMURAI」が名古屋に初出店する。「フランス大衆食文化 を日本に伝える」をコンセプトに、まるでパリの街角のカフェのような「La Soeur AUX BACCHANALES」、「コメダ珈琲店」などが出店する。
3階のフードコートは、開放的な空を楽しめる室内約650席、屋外約90席を備えている。東海エリア・県内初出店4店舗を含む10店舗が出店する。
2024年5月30日には、スガキヤのたこ焼き新業態「たこ寿（たこじゅ）」が名古屋初出店する。
出店テナント全店の一覧・詳細情報は公式サイト「ショップリスト」を参照。

### イオンスタイル名古屋則武
コンセプトは『住む人』･『働く人』･『集う人』のすべてのお客さまの美味しい！楽しい！を叶える店」である。DXを駆使した“東海初”のスマートストアとなる。

## 交通アクセス
詳しくは、公式サイト「アクセス」「駐車場のご案内」を参照。

### 自動車
平面・自走式併せて2,100台収容可能な駐車場を備える。
当モールは駐車料金　30分200円が加算される。最大設定料金は設けられていない。また、隣接する「則武新町立体駐車場」も利用できる。
2022年（令和4年）9月1日からは、1円以上のお買い上げで駐車料金2時間無料のサービスに改訂された。
また、イオンモールアプリクーポンで3時間無料サービスも行っている。

### 鉄道
名古屋市営地下鉄
- 東山線 亀島駅下車、徒歩で約6分。

名古屋鉄道（名鉄）
- 名古屋本線 栄生駅下車、徒歩で約10分。

東海旅客鉄道（JR東海）・ 名古屋鉄道（名鉄） ・ 近畿日本鉄道（近鉄） ・ 名古屋市営地下鉄（東山線、桜通線） ・ 名古屋臨海高速鉄道あおなみ線
- 各路線 名古屋駅下車、徒歩で約12分。

### 路線バス
一般路線バス
- 名古屋市営バス「名古屋駅」停留所から、名駅13号系統・名駅11号系統・名駅25号系統に乗車、「ノリタケの森」停留所[18]下車後、徒歩ですぐ。

メーグル
- 「ノリタケの森西」停留所[19]下車後（往路は「モール西入口前」停留所、復路は「ノリタケの森」停留所下車）、徒歩ですぐ。